# Instytut Matematyki i Fizyki Politechniki Opolskiej
Instytut Matematyki i Fizyki Politechniki Opolskiej (IMiF PO) - jednostka dydaktyczno-naukowa należąca do struktur Wydziału Inżynierii Produkcji i Logistyki Politechniki Opolskiej. Dzieli się na 2 katedry. Prowadzi działalność dydaktyczną i badawczą związaną z matematyką i fizyką. Siedzibą instytutu jest budynek przy ul. Luboszyckiej 3 w Opolu. Instytut powstał w 1975 roku jako jednostka międzywydziałowa. Obecnie jest on afiliowany przy Wydziale Inżynierii Produkcji i Logistyki.

## Władze (2012-2016)
- Dyrektor: prof. dr hab. Oleksandr Hachkevych

## Poczet dyrektorów
1. 1975-1978: doc. dr Rościsław Oniszczyk
2. 1978-1981: dr Piotr Steckiewicz
3. 1981-1987: prof. dr hab. Tadeusz Górecki
4. 1987-1987: doc. dr Roman Dragon
5. 1987-1991: doc. dr inż. Lech Nowakowski
6. 1991-1996: dr Zbigniew Michno
7. 1996-1999: dr Zygmunt Kasperski
8. 1999-2002: prof. dr hab. Stefan Szymura
9. 2002-2006: dr Czesław Górecki
10. od 2006 r.: prof. dr hab. Oleksandr Hachkevych

## Historia
Instytut Matematyki i Fizyki powstał w 1975 roku w Wyższej Szkole Inżynierskiej w Opolu jako międzywydziałowy Instytut Matematyki, Fizyki i Chemii, w skład którego weszły trzy zakłady: Zakład Matematyki, Zakład Fizyki oraz Zakład Chemii. Zadaniem powołanych jednostek jest prowadzenie zajęć dydaktycznych z fizyki, matematyki, a także chemii dla studentów wszystkich wydziałów uczelni. Ponadto Zakłady Fizyki i Chemii dysponowały laboratoriami dydaktycznymi i do badań naukowych.
W 2000 roku do struktury organizacyjnej Instytutu Matematyki, Fizyki i Chemii dołączono nowo utworzoną jednostkę jaką był Zakład Techniki. W tym samym roku został utworzony kierunek wychowanie techniczne, który funkcjonował w ramach Wydziału Elektrotechniki, Automatyki i Informatyki, jednak zajęcia prowadzili na nim nauczyciele akademiccy Instytutu Matematyki, Fizyki i Chemii. W 2002 roku kierunek ten został przekształcony w edukację techniczno-informatyczną.
Przełomowym wydarzeniem było utworzenie w 2006 roku w oparciu o strukturę Instytutu Matematyki, Fizyki i Chemii Wydziału Edukacji Techniczno-Informatycznej. W skład tego wydziału wszedł Instytut Matematyki i Fizyki.

## Struktura organizacyjna

### Katedra Matematyki i Zastosowań Informatyki
Niektórzy pracownicy:
- Kierownik: dr Anida Staniak-Besler
- prof. dr hab. Krzysztof Stempak

### Katedra Fizyki
Niektórzy pracownicy:
- Kierownik: dr Czesław Górecki
- prof. dr hab. Zbigniew Czapla

## Kierunki działalności
Instytut Matematyki i Fizyki Politechniki Opolskiej prowadzi działalnością naukowo-dydaktyczną związaną z:
- analitycznymi i numerycznymi rozwiązywaniami zagadnień brzegowych w matematycznych modelach procesów fizyko-mechanicznych w ciałach stałych
- badaniami defektów struktury krystalicznej, ich wpływem na własności fizyczne oraz mechanizm i kinetykę przemian fazowych w fazie skondensowanej